# Choeradodis rhombicollis
Choeradodis rhombicollis (лат.) — вид насекомых из семейства настоящих богомолов. Обитает в Северной Америке, Центральной Америке и Южной Америке. Встречается в Белизе, Коста-Рике, Эквадоре, Французской Гвиане, Гватемале, Колумбии, Мексике, Никарагуа, Панаме, Перу и Суринаме.
Choeradodis rhombicollis может напоминать как живые, так и мертвые листья. В любом случае они выбирают положение рядом с листом, на который они похожи. Чтобы еще больше усилить свою маскировку, если их потревожить, они могут мягко вибрировать, имитируя движение листа на ветру. Чтобы поймать добычу, они используют стратегию «сидеть и ждать», питаясь большим количеством членистоногих. Было замечено, что более крупные особи ловят ещё и позвоночных животных, таких как ящерицы и даже колибри.

## Фото

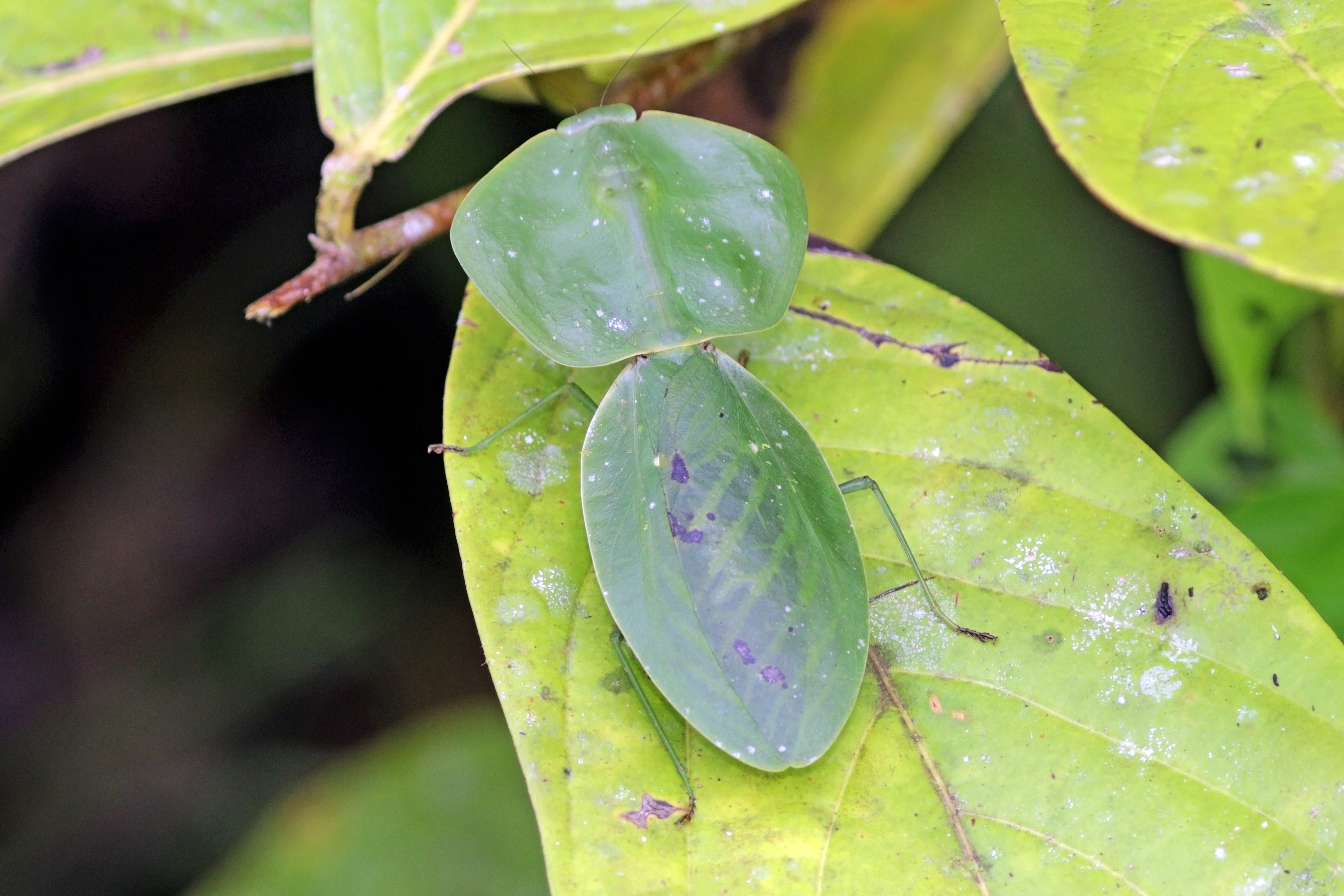
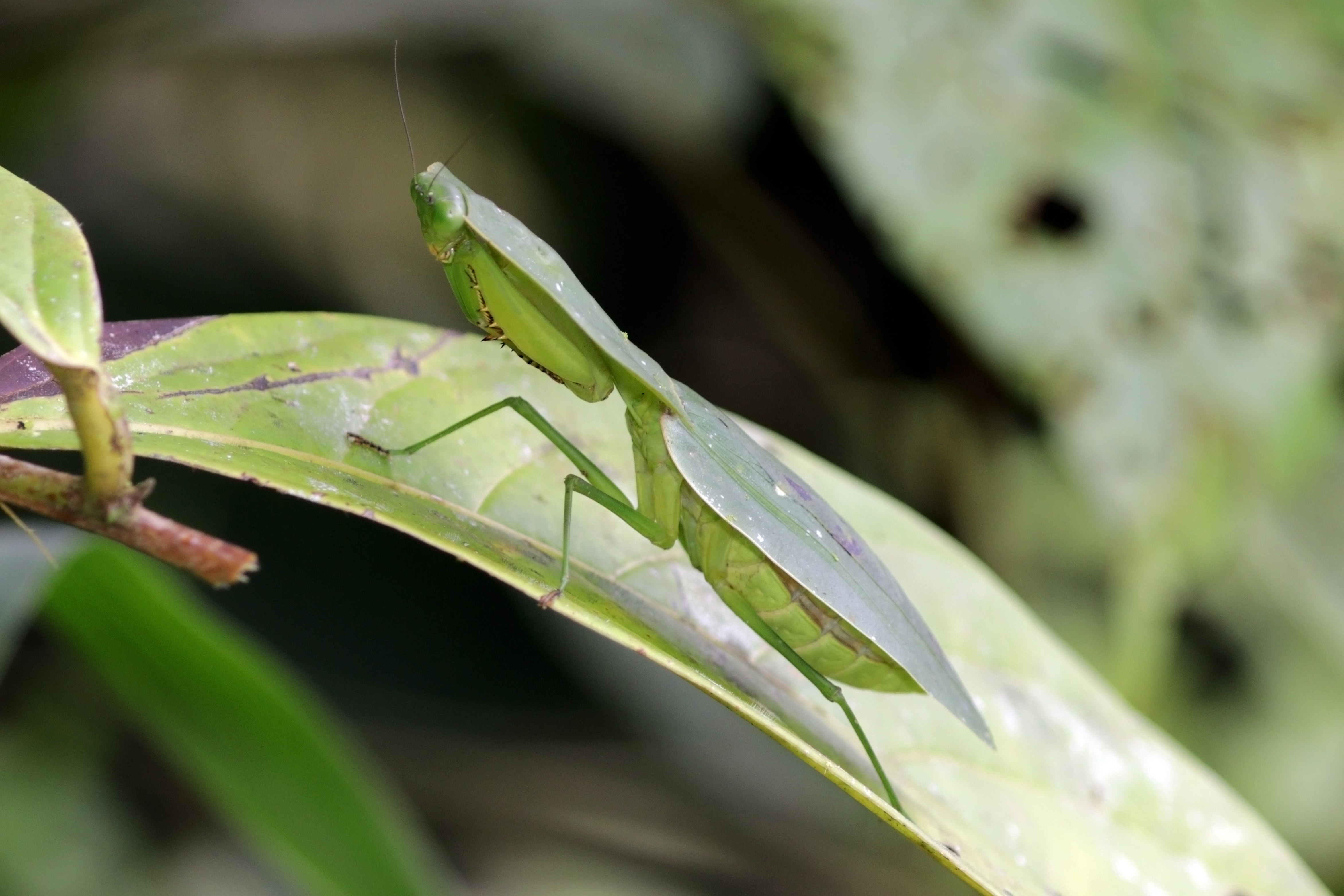
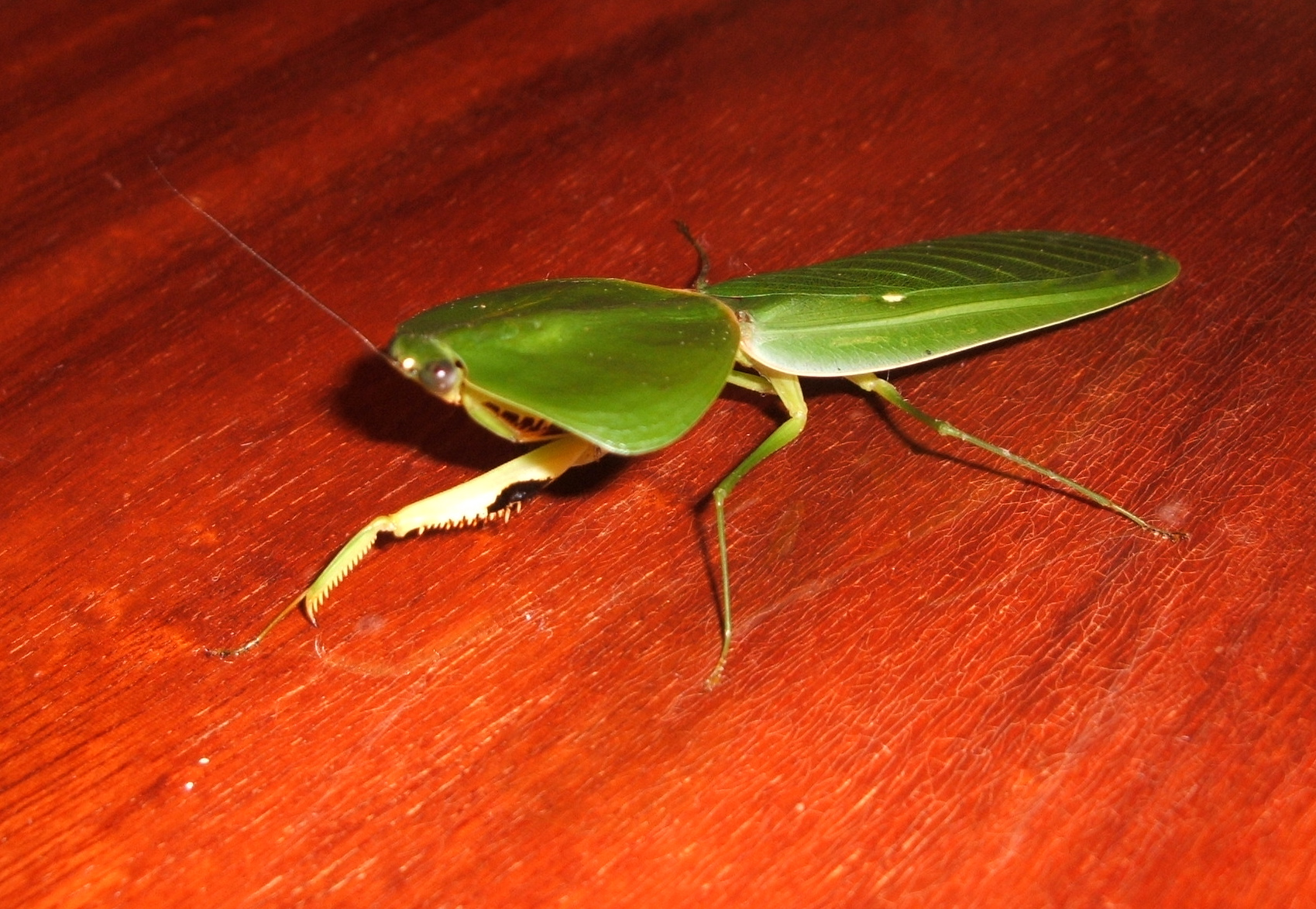
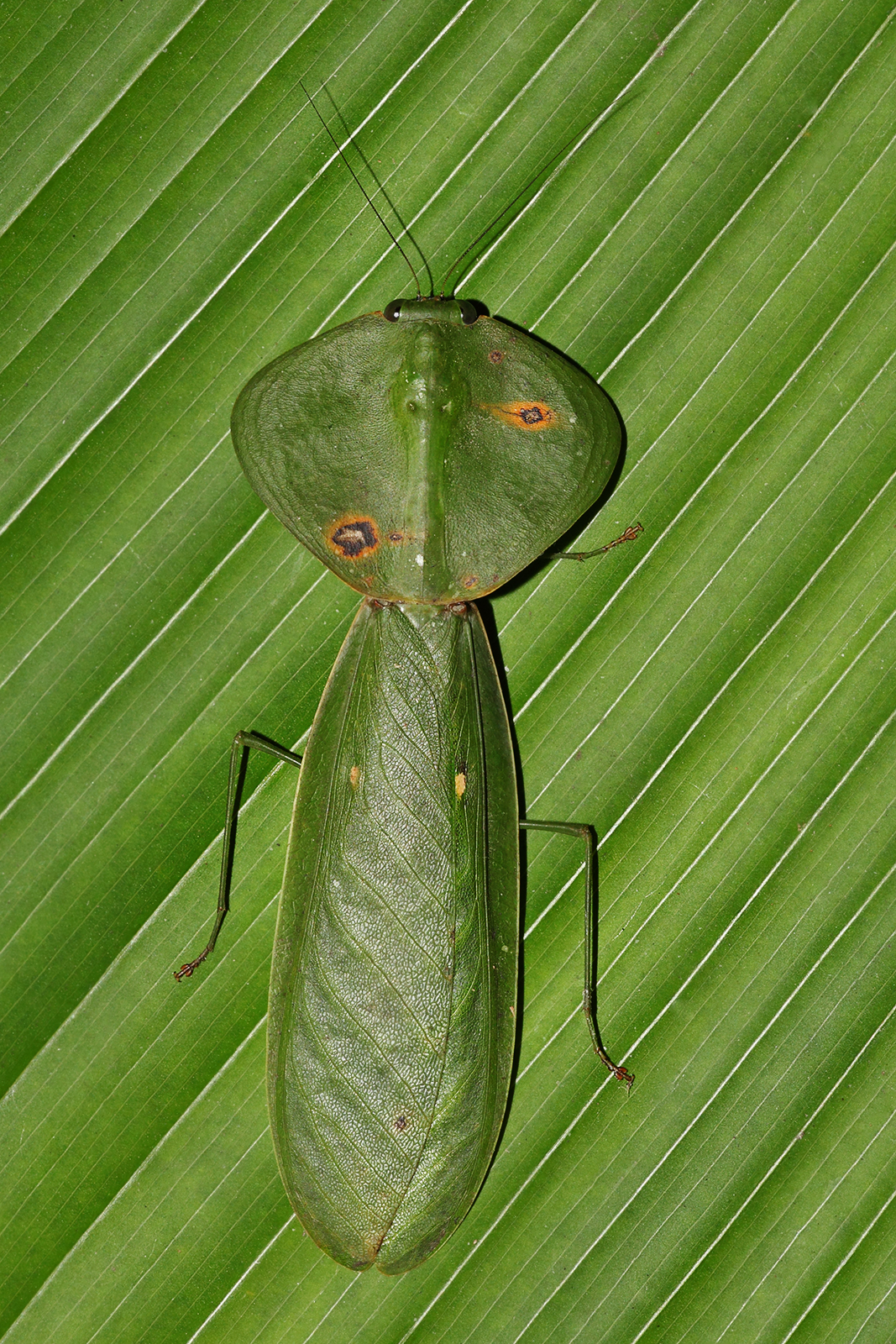